# لیک هولم (واشینگتن)
لیک هولم (به انگلیسی: Lake Holm) یک منطقه‌ی مسکونی در ایالات متحده آمریکا است که در شهرستان کینگ، واشینگتن واقع شده‌است. لیک هولم ۲۲٫۱۸ کیلومتر مربع مساحت و ۳٬۲۲۱ نفر جمعیت دارد.